# Riverdale (phim truyền hình 2017)
Riverdale là một bộ phim truyền hình Mỹ dựa trên các nhân vật của Archie Comics. Bộ phim được công chiếu vào ngày 26 tháng 1 năm 2017 trên The CW. Bộ phim đã được chuyển thể từ truyền hình của Roberto Aguirre-Sacasa, giám đốc sáng tạo của Archie Comics, và Greg Berlanti. Đạo diễn Greg Berlanti phát hành vào ngày 7 tháng 3 năm 2017, The CW đã tái bản bộ phim cho mùa thứ hai, dự kiến ra mắt vào ngày 11 tháng 10 năm 2017. Vào tháng 9 năm 2017, một loạt phim xoay quanh cuộc phiêu lưu Chilling Adventures of Sabrina đã được tiết lộ là đang phát triển.
Chương trình gồm có một dàn diễn viên dựa trên các nhân vật của Archie Comics, với KJ Apa trong vai Archie Andrews, Lili Reinhart trong vai Betty Cooper, người hàng xóm kế bên anh ta, Camila Mendes trong vai Veronica Lodge, tình yêu mới của anh sự quan tâm và Cole Sprouse như Jughead Jones, người bạn cũ của anh ấy và người kể chuyện của chương trình. Chương trình còn có Ashleigh Murray như Josie McCoy, ca sĩ chính của nhóm Pussycats, và Madelaine Petsch trong vai Cheryl Blossom, chị em sinh đôi của Jason Blossom, người đang là trung tâm của loạt phim bí ẩn. Các nhân vật khác trong chương trình bao gồm Fred Andrews, Alice Cooper và Hermione Lodge, cha mẹ của Archie, Betty và Veronica.

## Cơ sở
Loạt phim xoay quanh cuộc đời của Archie Andrews, Betty Cooper, Jughead Jones và Veronica Lodge tại thị trấn nhỏ Riverdale trong khi khám phá bóng tối ẩn sau hình ảnh hoàn hảo của nó.

## Diễn viên và nhân vật
- KJ Apa trong vai Archibald "Archie" Andrews
- Lili Reinhart trong vai Elizabeth "Betty" Cooper
- Camila Mendes trong vai Veronica Lodge
- Cole Sprouse trong vai Forsythe "Jughead" Jones III
- Marisol Nichols trong vai Hermione Lodge
- Madelaine Petsch trong vai Cheryl Blossom
- Ashleigh Murray trong vai Josephine "Josie" McCoy
- Mädchen Amick trong vai Alice Cooper
- Luke Perry trong vai Frederick "Fred" Andrews